# Chemistry (gruppo musicale)
I Chemistry sono un gruppo musicale pop/R&B giapponese attivo dal 2001 al 2012.

## Storia del gruppo
Nel 2000 hanno vinto il contest/talent Asayan (simile ad American Idol) organizzato dalla Sony Music Entertainment Japan. Il loro primo singolo discografico "Pieces of a Dream", uscito nel marzo 2001, ha venduto circa 2 milioni di copie nell'anno. Nel 2010 il loro singolo "Period" viene utilizzato come quarta sigla d'apertura della serie animata "Full Metal Alchemist: Brotherhood".
Il gruppo si prende una pausa nel 2012 per consentire ai suoi membri di portare avanti le loro carriere da solisti, e si riforma come duo nel 2017. I Chemistry interpretano brani per diversi anime quali Mobile Suit Gundam SEED Destiny, Fullmetal Alchemist e ReLIFE.

## Formazione
- Yoshikuni Dōchin (17 novembre 1978)
- Kaname Kawabata (28 gennaio 1979)

## Discografia
Album
- The Way We Are (2001)
- Second to None (2003)
- Between the Lines (2003)
- One X One (2004)
- Hot Chemistry (2005)
- Fo(u)r (2005)
- Re:fo(u)rm (2006)
- All the Best (2006)
- Face to Face (2008)
- Winter of Love (2008)
- The Chemistry Joint Album (2009)
- Regeneration (2010)
- Chemistry 2001-2011 (2011)
- Trinity (2012)